# رفيدة الأسلمية
رُفَيْدَةُ الأسلمية أو رُفيدة بنت سعد وقيل كُعَيْبَةُ بِنْتُ سَعْدٍ هي صحابية وممرضة عاشت في أواخر العصر الجاهلي وأدركت صدر الإسلام، عُرِفت بصفتها أول ممرضة وجراحة في الإسلام.
وُلدت رُفيدة على الأرجح في المدينة المنورة في قبيلة أسلم، وعاشت هناك حتى هاجر النبي محمد وأصحابه من المهاجرين إلى المدينة، فأسلمت وبايعت النبي محمدًا بعد الهجرة. وشاركت في الغزوات في العصر النبوي، فكان أول بروزها في غزوة الخندق، حيث أُقيمت لها خيمة في المسجد النبوي بها، وعندما أُصيب سعد بن معاذ بسهم في غزوة الخندق، أمر النبي الصحابة أن يُحولوه إلى خيمة رفيدة، وكان النبي يمر على خيمتها فيتفقد الجرحى ويتفقد حال سعد. كما لم يكن عملها مقصورًا على الحروب والغزوات فقط، بل كانت تداوي مرضى المدينة، كما شهدت رفيدة غزوة خيبر، وأسهم لها النبي بسهم رجل.
عرفت رُفيدة الأسلمية بصفة الممرضة من خلال ممارساتها الطبية، في أوقات الحروب والسلم، ويُعتقد أنها دربت نساء أخريات، منهن أمهات المؤمنين مثل عائشة بنت أبي بكر لكي يصبحن مداويات للجرحى. كما يُذكر أنها كانت تدخل أرض المعارك وتحمل الجرحى، وتُضمِّد جراحاتهم، وتُسعفهم، وتسهر على راحتهم، وتواسيهم، وأنها كانت تنقل في خيمتها متطلباتها وأدواتها واحتياجاتها على ظهور الجمال إلى أرض المعارك، ثم تُقيمها أمام معسكر المسلمين.
يُوجد اختلافٌ تاريخيٌ حول أول طبيبةٍ وممرضةٍ في التاريخ، حيثُ تنسب الشعوب الغربية هذا اللقب إلى فلورنس نايتينجيل والتي تُعرف برائدة التمريض الحديث، بينما يؤكد آخرون أن رُفيدة أول طبيبةٍ وممرضةٍ في التاريخ حيث كانت تُمارس التمريض والجراحة في المعارك في 620 ميلاديًا، فأدخلت التمريض إلى العالم الإسلامي قبل 1,200 سنة من فلورنس نايتينجيل، وأنها مؤسسة التمريض في العالم الإسلامي.
يُطلق اسم رُفيدة الأسلمية على عددٍ من المدارس والشوارع والمباني التعليمية والمؤسسية في عدد من دول العالم الإسلامي. كما أُطلق اسمها على كليةٍ في الأردن تحمل اسم «كلية رفيدة الأسلمية للتمريض والقبالة» في مدينة الرصيفة، وتمنحُ المنظمة العربية للهلال الأحمر والصليب الأحمر «وسام رفيدة الأسلمية»، كما تمنح كلية الجراحين الملكية في إيرلندا بالتعاون مع جامعة البحرين «جائزة رُفيدة الأسلمية» لطالبٍ مميزٍ في كل عام، وهناك العديد من الجوائز والأوسمة التي تحمل اسمها حول العالم.

## اسمها ونسبها
رُفَيْدَةُ الأنصارية أو الأسلمية، وقيل اسمها كُعَيْبَةُ بِنْتُ سَعْدٍ الْأَسْلَمِيَّةُ، وقيل كعيبة بنت سعيد، واسم رُفيدة يعني المعونة أو العطية الصغيرة أو النصيب، وهي أسلمية في أغلب المصادر، أي من قبيلة أسلم وهم من بني أسلم بن أفصي، وهو جدُّ جاهلي، وقيل هم: من بني إلياس بن مضر ودخلوا في خزاعة، وأكثر النسّابة تعدهم إخوة خزاعة من بني مزيقياء. ولا زالوا في ديارهم من ناحية المدينة المنورة ومكة، وأكثرهم في وادي حجر. أما كُعَيْبَةُ فهو تصغير كعب، وهو العظم الناتئ خلف القدم. بينما يُفرِّق الدكتور شوكت الشطّي بين رفيدةَ وكعيبة، فيعتقد أن «رفيدةَ الأسلمية» كانت طبيبة متميزة في الجراحة ولذلك اختارها النبي محمد لتقوم بعملها في خيمةٍ متنقلةٍ أثناء المعارك، وأن الطبيبة رفيدة سبقت الممرضة كعيبة، وكلتاهما أسلميتان.
ذكرت المصادر أن والدها اسمه «سعد الأسلمي»، وقد ذكرت كتب السير صحابيًا اسمه «سَعْد الأَسْلَمِيّ العَرْجي» من بَلْعَرْج بن الحارث بن كعب بن هوازن، وهو مولى الأَسلميين لكنه ليس من قبيلة بني أسلم إنما يُنسب إليهم. اجتمع بالنبي بمنطقة تُسمى «العَرْج»، أثناء هجرة النبي إلى المدينة فأسلم، وكان دليل النبي من العَرْج إِلى المدينة. وله ابن اسمه «عبد الله» من رواة الحديث، لكن لم تذكر كتب السير عن كونه هو نفسه والد رفيدة من عدمه. تعتقد بعض المصادر أن والدها كان طبيبًا، وأنها تعلمت الطب منه، فيذكرها زهير حمدان في كتابه «أعلام الحضارة العربية الإسلامية» أنها ابنة «الطبيب سعد الأسلمي»، ويذكر صلاح عبد الغني محمد في كتابه «الحقوق العامة للمرأة»، أن والدها سعد الأسلمي كان كاهن قومه بيَثرِب وعَرافهم وطبيبهم، وكان ماهرًا وخبيرًا بالتمريض التطبيقي. لذا يُعتقد أنها كانت قبل إسلامها تساعد أباها سعد الأسلمي الذي كان يمارس الطب الشعبي في المدينة المنورة في القرن الحادي عشر.
يُحتمل أنَّ تكون رفيدةٌ قد تزوجت من رجلٍ من بني غفار، حيثُ ذُكر «حدثنا زكريا بن يحيى، ثنا عبد الله بن نمير: ثنا هشام، عن أبيه، عن عائشة، قالت: أصيب سعد يوم الخندق في الأكحل، فضرب النبي صلى الله عليه وسلم خيمة في المسجد ليعوده من قريب، فلم يرعهم - وفي المسجد خيمة من بني غفار - إلا الدم يسيل إليهم، فقالوا: يا أهل الخيمة، ما هذا الذي يأتينا من قبلكم؟ فإذا سعد يغذو جرحه دما، فمات فيها»، وفسّر ابن حجر ذلك في فتح الباري «قوله (خيمةٌ من بني غفار) تقدم أنَّ ابن إسحق ذكر أنَّ الخيمة كانت لرفيدة الأسلمية، فيحتمل أن تكون كان لها زوجٌ من بني غفار».

## سيرتها

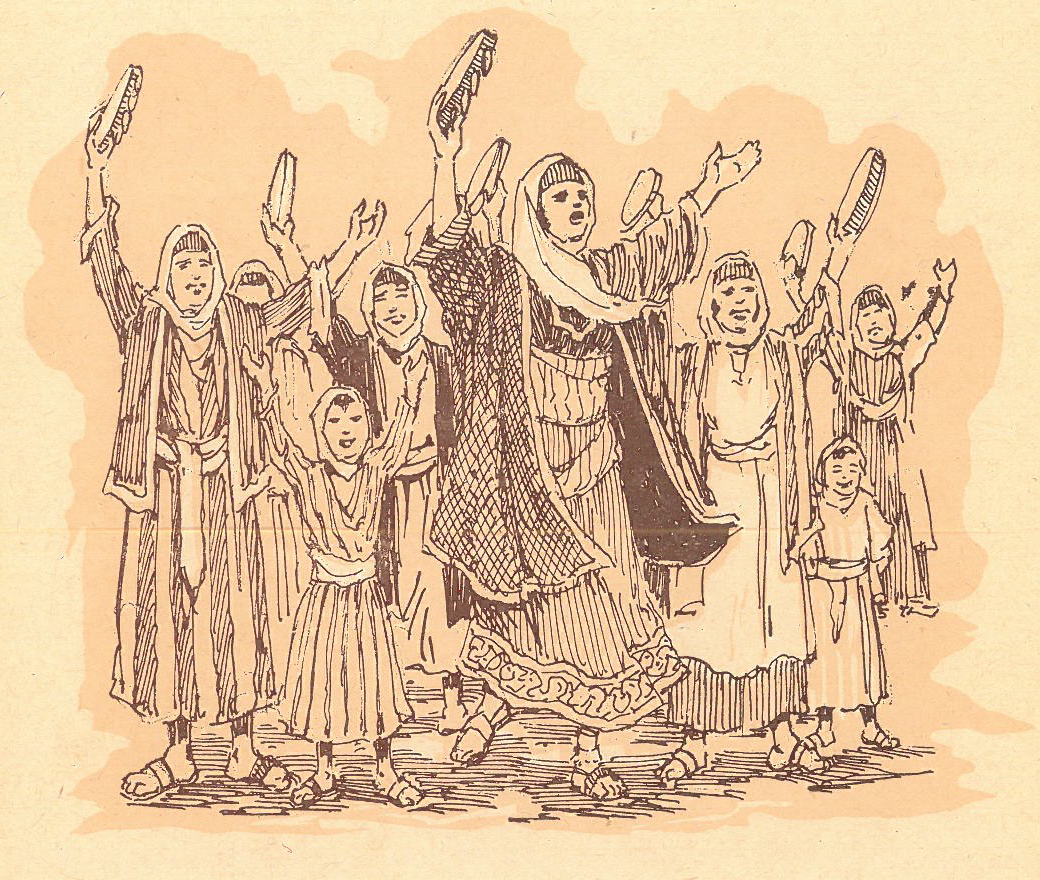
رسمٌ تخيُّليٌ لِبعض أهالي المدينة وهم يستقبلون النبي بِالأهازيج والمدائح عند وصوله إليها.

لم يذكر الرواة الكثير من التفاصيل عن حياة رفيدة؛ لكنها ولدت على الأرجح في يثرب التي سُميت فيما بعد بالمدينة المنورة، حيث تسكن قبيلتها وأهلها، وعاشت هناك حتى هاجر النبي محمد وأصحابه من المهاجرين إلى المدينة، فأسلمت رفيدة وبايعت النبي محمد بعد الهجرة. وكانت من أوائل أهل المدينة دخولاً في الإسلام، فذكرها ابن سعد البغدادي في تسمية غرائب نساء العرب المسلمات المبايعات، وذكرها ابن حبيب في المبايعات من نساء بني زهرة نقلًا عن الواقدي، وذكرت بعض المصادر أنها كانت من النساء اللاتي استقبلن النبي محمد عند قدومه المدينة، وذكر جميع من ترجموا لها أنه كانت لها خيمة تداوي فيها الجرحى. قال ابن حزم الأندلسي: «رفيدة الأسلمية كانت امرأة صالحة تقوم على المرضى، وتداوي الجرحى».

### مشاركتها في الغزوات

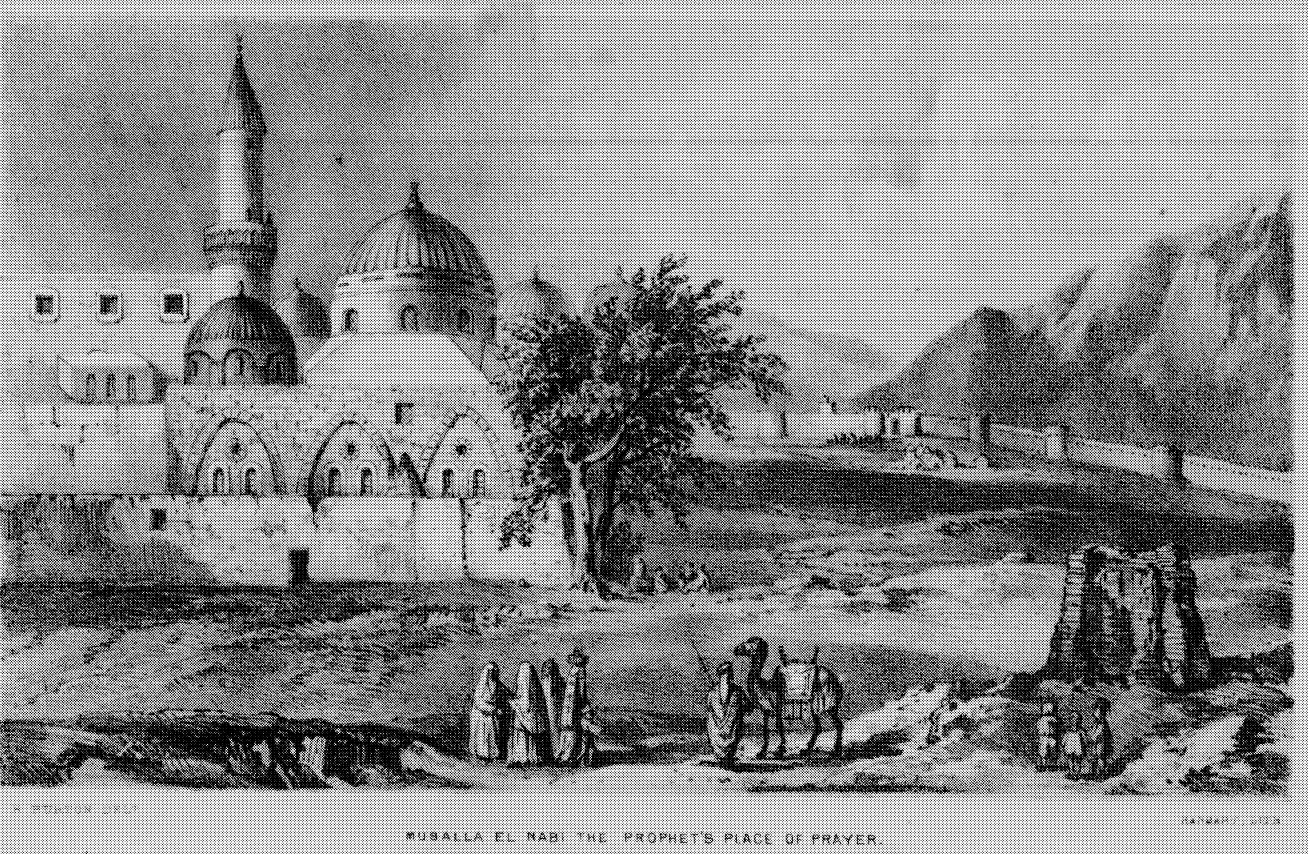
رسم للمسجد النبوي عام 1857م، الذي أُنشأَ فيه أولُ مستشفى إسلامي حربي في غزوة الخندق في شوال سنة 5 هـ الموافق مارس 627م

ذكر المؤرخون أول مشاركة لها في الغزوات في العصر النبوي في غزوة الخندق، حيث أُقيمت لها خيمة في المسجد النبوي بها تحتوي الأربطة والأدوية والأعشاب والأقطان لمداواة المرضى والجرحى، حتى اشتهر أن امرأةً تُداوي الجرحى، وكانت تحتسب بنفسها على خِدْمة مَنْ كانت به ضَيْعة من المسلمين. حتى أُصيب سعد بن معاذ بسهم في غزوة الخندق، فأمر النبي الصحابة أن يُحولوه إلى خيمة رفيدة، وكان النبي يمر على خيمتها فيتفقد الجرحى ويتفقد حال سعد بن معاذ، فعن عاصم بن عمر عن محمود بن لبيد قال: «لما أصيب أكحلُ سَعْد يوم الخندق فقيل: حوِّلوه عند امرأة يقال لها رفيدة، وكانت تداوِي الجرحى؛ وكان رسول الله صَلَّى الله عليه وسلم إذا مرّ به يقول: "كَيْفَ أَمْسَيْتَ؟" وإذا أصبح قال: "كَيْفَ أَصْبَحْتَ؟"». قال ابن إسحاق: «كان رسول الله ﷺ قد جعل سعد بن معاذ في خيمة لامرأة من أسلم، يقال لها رفيدة، في مسجده، كانت تداوى الجرحى، وتحتسب بنفسها على خدمة من كانت به ضيعة من المسلمين، وكان رسول الله ﷺ قد قال لقومه حين أصابه السهم بالخندق: اجعلوه في خيمه رفيدة حتى أعوده من قريب.» ويُفهم من النص السابق أن من أصيب من المسلمين إن كان له أهلٌ اعتنى به أهلُه، وإن لم يكن له أهلٌ، جيء به إلى المسجد حيث ضُربت خيمةٌ فيه لمن كانت به ضيعةٌ من المسلمين، وسعد بن معاذ الأوسي، ليس به ضيعة، ولكن لمَّا أراد النبي محمدٌ الاطمئنان عليه باستمرار، جعله في تلك الخيمة التي أعدت لمن به ضيعة وليس له أهل، وهؤلاء هم في رعاية النبي محمدٍ شخصيًا لذلك أُقيمت الخيمة في المسجد النبوي.
لم يكن عملها مقصورًا على الحروب والغزوات فقط، بل كانت تداوي مرضى المدينة، كما شهدت رفيدة غزوة خيبر، وأسهم لها النبي بسهم رجل، ذكر ذلك الواقدي وابن عبد البر.

### عملها بالتطبيب
تعتقد بعض المصادر أن رُفيدة نشأت في عائلة لها صِلَة قوية بالطب، وأن والدها «سعد الأسلمي» كان طبيبًا ومعلمها الخاص حيث اكتسبت رُفيدة منه خبرتها الطبية. ولذلك كرست نفسها للتمريض ورعاية المرضى، وأصبحت طبيبة متخصصة. وعلى الرغم من استحواذ الرجال وحدهم بعض المسؤوليات كالجراحة وبتر الأعضاء، مارست رُفيدة الأسلمية مهاراتها في خيمتها التي كانت تُقام في العديد من الغزوات، حتى في المسجد النبوي نفسه؛ حيث أمر النبي مُحمَّد بنقل الجرحى إلى خيمتها، والتي توصف بأول مستشفى ميداني في الإسلام. يقال أن رفيدة أيضا كانت تمد الجنود الجرحى بالرعاية أثناء الجهاد، وتوفر المَآوِي من الرياح وحرارة الصحراء القاسية لمن هم على وشك الموت. يذكر يوسف الحاج أحمد أن النساء المداويات للجرحى في الغزوات كُنَّ في الغالب برفقة زوجة النبي التي يصطحبها في الغزوة، فيقول: «وكانت الصحابية المتطوعة للتمريض، يُخيرها رسول الله بين أن أن تكون في رفقة قومها أو أن تكون في رفقة أم المؤمنين التي كانت قرعتها في الخروج معه عليه السلام، ولقد اشتهرت رفيدة الأنصارية بمداواة الجرحى في العهد النبوي».
عرفت رُفيدة الأسلمية كممرضة معطاءة من خلال مهاراتها الطبية، في أوقات الحروب والسلم، ولم تكن بمفردها؛ فكان معها نسوة يساعدنها. وتعتقد بعض المصادر أنّ رُفيدة الأسلمية قامت بتدريب نساء أخريات، من ضمنهن أمهات المؤمنين مثل عائشة بنت أبي بكر لكي يصبحن ممرضات ومن أجل العمل في مجال الرعاية الصحية. كما يصفها البعض بأنها كانت أخصائية اجتماعية، ساعدت في حل المشكلات الاجتماعية المتعلقة بالأمراض ومساعدتها للأطفال المحتاجين ورعاية الأيتام، والمعاقين والفقراء.
يذكر الكاتب محمد حامد محمد أن رُفيدة كانت تدخل أرض المعارك وتحمل الجرحى، وتُضمِّد جراحاتهم، وتُسعفهم، وتسهر على راحتهم، وتواسيهم، وأنها كانت تنقل في خيمتها متطلباتها وأدواتها واحتياجاتها على ظهور الجِمال إلى أرض المعارك، ثم تُقيمها أمام معسكر المسلمين. ويذكر أنها كوَّنت فريقًا من «المُمرضات» تتقسم واجباتهن على رعاية المرضى، وأنها كانت ثرية تنفق من حُرّ مالها على ذلك. وأنها كانت ماهرة في الجراحة، ولمَّا رأت انغراس السهم في أكحلُ سعد بن معاذ؛ سارعت إلى إيقاف النزيف، وأبقت السهم حتى لا يزداد النزيف. ويصفها بأنها «صاحبة الخيمة الطبية الأولى في التاريخ».

## الأسبقية

### التمريض في الإسلام
كان للمرأة في الإسلام دورٌ مهمٌ في شتى مجالات الحياة، حيث ينظرُ الإسلام للمرأة بأنها تلعب دورًا أسريًا ومجتمعيًا، كما أنها شريكة الرجل في تحمل مسؤوليات الحياة. كان الطب والتمريضُ عند العرب قبل الإسلام خدمةً تعتمدُ على المتوارث عليه من الطب الشعبي، وتُعد مهنة التمريض من أقدم المهن في الإسلام، واتفق الباحثون في مجال التمريض على أنَّ التمريض في الإسلام بدأ في زمن النبي محمد عندما شارك المرأة في العمل الاجتماعي وسمح لها بخدمة المجتمع، وبالتالي لم تكن الرعاية الصحية وقفًا على الرجال، ولكن زاولته النساء وبرعنَ فيه، فكانت النساء تمرضُ المرضى وتداويهم في أيام السِلم والحرب، ومنهنَّ من اشتهر بالطب مثل عائشة بنت أبي بكر وأسماء بنت عميس والشفاء بنت عبد الله ورُفيدة الأسلمية، وأخريات عرفنَّ بالآسيات (اليوم تعني المُمرضات) مثل نسيبة بنت كعب المازنية وأميمة بنت قيس الغفارية وغيرهن.
يُوجد اختلافٌ تاريخيٌ حول أول طبيبةٍ وممرضةٍ في التاريخ، حيثُ تنسب الشعوب الغربية هذا اللقب إلى فلورنس نايتينجيل (بالإنجليزية: Florence Nightingale)‏ والتي تُعرف برائدة التمريض الحديث، إلا أنَّ عددًا من المصادر ينسبُ الأسبقية إلى رُفيدة بصفتها أول طبيبةٍ وممرضةٍ في التاريخ حيث كانت تُمارس التمريض والجراحة في المعارك في 620 ميلاديًا، وتوضح المصادر أنَّ رُفيدة أدخلت التمريض إلى العالم الإسلامي قبل 1,200 سنة من فلورنس نايتينجيل، وأنها مؤسسة التمريض في العالم الإسلامي. تذكر المصادر أنَّ رُفيدة تُعد أول مُتطببة في الإسلام، وأول جراحة في الإسلام، وأول ممرضة في الإسلام، وأول ممرضة عسكرية في الإسلام.

### نواة البيمارستانات
تذكرُ المصادر أنَّ أبقراط يُعد مُؤسس نواة البيمارستانات في التاريخ، أما في الفترة الإسلامية، فتُعد خيمة رُفيدة التي أمر النبي محمد بإقامتها في غزوة الخندق نُواة البيمارستانات في الإسلام، كما تُورد المصادر أنها تُعد أول مستشفىً حربيٍ مُتنقل في التاريخ. تُوصف رُفيدة أيضًا بأنها صاحبة الخيمة الطبية الأولى في التاريخ، وصاحبة أول مستشفىً ميدانيٍ بُني في الإسلام. يُعتبر الخليفة الوليد بن عبد الملك منشئ أول بيمارستانٍ كاملٍ في الإسلام، وذلك عندما أنشأ بيمارستان للمجذومين والعميان عام 88 هجريًا المُوافق 706 ميلاديًا.

## الإرث
أُطلق اسم رُفيدة الأسلمية على عددٍ من المدارس في فلسطين والأردن ومصر والكويت والسعودية، وعددٍ من الشوارع في الأردن والسعودية. كما أُطلق اسمها على كليةٍ في الأردن تحمل اسم «كلية رفيدة الأسلمية للتمريض والقبالة» في مدينة الرصيفة التابعة لمحافظة الزرقاء، وكانت قد تأسست في 7 فبراير 1991 بعد دمج عددٍ من الكليات، وفي عام 2012 أُدمجت مع معهد المهن الطبية المساندة في مدينة عمّان ليُصبح اسمها «كلية رفيدة الأسلمية للتمريض والقبالة والمهن الطبية المساندة»، حيثُ تتبع قسم التمريض والقبالة والمهن الطبية المساندة في وزارة الصحة الأردنية، وكان قد بلغ عدد طلاب هذه الكُلية حوالي 730 طالبًا وطالبة في عام 2013. كما أُطلق اسمها على مبنى كلية التمريض والقبالة في جامعة الآغا خان في باكستان.
قرر مجلس وزارة الصحة العرب التابع لجامعة الدول العربية في دورته التي عُقدت بالكويت عام 1978م منحَ جائزةٍ لأوائل خريجي معاهد ومدارس التمريض في الدول العربية، تُسمى «جائزة رفيدة الأسلمية»،(1) ولكن القرار لم يُنفذ. كما تمنحُ المنظمة العربية للهلال الأحمر والصليب الأحمر «وسام رفيدة الأسلمية»، والذي كان قد مُنح للمرة الأولى في السعودية عام 1995، حيث تمنحه المُنظمة منذ ذلك الوقت عبر منافسةٍ بين الجمعيات الوطنية العربية.

قلادة رفيدة الأسلمية التي يمنحها المجلس التمريضي الأردني

أعلن عميد كلية العلوم الطبية التطبيقية في جامعة الملك عبد العزيز الدكتور هيثم بن أحمد زكائي عن «جائزة رفيدة الأسلمية» في 14 مايو 2011، وأنها سوف تُقدم لأفضل بحثٍ علميٍ في مجال التمريض لطالبات قسم التمريض في الكلية. كما تمنح كلية الجراحين الملكية في إيرلندا بالتعاون مع جامعة البحرين «جائزة رُفيدة الأسلمية» لطالبٍ مميزٍ في كل عام، حيثُ يُحدد الفائز عبر فريقٍ من كبار الأطباء. أما في الأردن فقد أطلق المجلس التمريضي الأردني في عام 2009 جائزة الأميرة منى الحسين للتميُّز في التمريض والقبالة للأردنيين أو غيرهم، وتشمل ثلاث مستوياتٍ «قلادة شرف، وقلادة رفيدة الأسلمية، وقلادة نسيبة المازنية»، حيث تُمنح للمتميزين في كافة المجالات التمريضية أو في دعم مهنة التمريض أو قاموا بمبادراتٍ تهدف إلى تطوير الرعاية أو إلى تمكين الممرضين والممرضات وفِرق الرعاية الصحية، وفي عام 2015 أصبحت الجائزة على مستوى الأفراد والمؤسسات محليًا وإقليميًا.
كتب الشاعر المصري أحمد محرم «ديوان مجد الإسلام»، حيثُ جاء بثلاثة آلاف بيتٍ شعري وصفَ فيه البُطولة الإسلامية عبر استعراض سيرة النبي محمد بتسلسلٍ زمني، وما تضمنته من غزواتٍ ومُعارك مُختلفة، وتضمن الديوان قصيدةً بعنوان «رُفَيدَة الأَسلَمِيَّة (رَضِيَ اللهُ عَنْهَا)» بحوالي 24 بيتًا، ومنها:
تأسست في الرياض عام 2016 «جمعيةُ رُفيدة لصحة المرأة»، والتي تُعد أول منظمة غير ربحية على مستوى السعودية تتبنى نظرةً شاملةً ومتكاملةً لصحة المرأة، وتُوضح الجمعية في موقعها الرسمي «السيدة رفيدة الأسلمية هي نموذجا للمرأة المبادرة التي ساهمت مساهمة فعالة في خدمة مجتمعها حيث انشأت أول مستشفى ميداني بالإسلام تعالج فيه.... فنحن نسعى أن نكون المصدر الذي تلجأ اليه كل امرأة لتحصل على معلومات صحية موثوقة، وامتدادً لاسم رفيدة بقيمته التاريخية الجوهرية». تُوجد أيضًا «جمعيةُ رُفيدة للمرأة الرائدة» في مدينة طانطان بجهة كلميم واد نون في جنوب المغرب، وهي تتبعُ شبكة منتدى الزهراء للمرأة المغربية.
وصفتها الممرضة البريطانية بيثان سيفيتر في كتابها «The Student Nurse Handbook» الذي نشر عبر إلزيفير عام 2004، حيث قالت:(3)

## رفيدة في الفقه الإسلامي
استدل الفقهاء المسلمون عددًا من الأحكام الفقهية من الأخبار المروية عن مداواة رفيدة للجرحى والمرضى وغيرها من نساء المسلمين، منها جواز تَطْبِيْب المرأة للرجل، قال ابن حجر في فتح الباري: "فيه جواز معالجة المرأة الأجنبية الرجل الأجنبي للضرورة. قال ابن بطال: ويختص ذلك بذوات المحارم ثم بالمتجالات منهن؛(2) لأن موضع الجرح لا يلتذ بلمسه، بل يقشعر منه الجلد، فإن دعت الضرورة لغير المتجالات فليكن بغير مباشرة ولا مس". كما استدل الفقهاء خاصة المُعاصرين بخيمة رفيدة الطبية بالمسجد النبوي كدليل على جواز تحويل المسجد إلى مستشفى في أوقات الضرورة. وفي أبريل 2020 أفتى الأمين العام للاتحاد العالمي لعلماء المسلمين علي محي الدين القره داغي بجواز تحويل أجزاء من المساجد إلى «مستشفيات مؤقتة» لعلاج المصابين بمرض فيروس كورونا 2019 (اختصارًا كوفيد-19)، وأشار إلى أن «الصحابية رفيدة كان لها خيمة داخل المسجد لعلاج الجرحى».

## هوامش
- «1»: لا يُوجد أي قرارٍ حول «جائزة رفيدة الأسلمية» ضمن قرارات دورة 1978، حيث حسب الموقع الرسمي لجامعة الدول العربية فإنَّ قرارات الدورة العادية الثالثة لمجلس وزراء الصحة العرب، والتي عقدت في الفترة من 20-24 فبراير 1978 بالكويت تتضمن (ق: رقم 87 - د.ع (3) - 1978) بعنوان «تشجيع دراسة الطب ومهنة التمريض»: «تكليف المكتب التنفيذي بتوزيع الميداليات المخصصة لأوائل خريجي معاهد ومدارس التمريض بالبلدان العربية (100 ميدالية ذهبية لخريجي معاهد ومدارس التمريض بمستوى الثانوية العامة فما فوق، 50 ميدالية فضية لخريجي معاهد التمريض دون الثانوية، وذلك بنسبة تلائم عدد معاهد التمريض بكل بلد عربي» فقط.[60]
- «2»: المتجالّة: العجوز الفانية الّتي لا أرب للرّجال فيها.[61][62]
- «3»: النص الأصلي بالإنجليزية:[en 10]

### باللغة العربيَّة
1. ↑  العسقلاني، ابن حجر؛ تحقيق: عادل أحمد عبد الموجود، وعلي محمد عوض (2010). الإصابة في تمييز الصحابة. دار الكتب العلمية. ج. الثامن. ص. 135–136. ISBN:9782745135070. مؤرشف من الأصل في 2020-06-27.
2. 1 2  البغدادي، محمد بن سعد؛ تحقيق: علي محمد عمر (2001). طبقات الكبرى (ط. الأولى). القاهرة: مكتبة الخانجي. ج. العاشر. ص. 276. ISBN:9775046874. مؤرشف من الأصل في 2020-06-27.
3. 1 2  حسن، سيد بن كسروي (2003). جامع تراجم ومسانيد الصحابيات المبايعات. دار الكتب العلمية. ج. الثالث. ص. 216–217. مؤرشف من الأصل في 2020-06-27.
4. ↑  اللبدي، محمد سمير نجيب (1998). معاني الأسماء (ط. الأولى). دار الفلاح. ص. 105. مؤرشف من الأصل في 2020-09-11.
5. ↑  الحتّي، حنّا نصر (2002). قاموس الأسماء العربية والمعربة وتفسير معانيها (ط. الثانية). دار الكتب العلمية. ص. 84. مؤرشف من الأصل في 2020-09-12.
6. ↑  الأرناؤوط، شفيق (1989). قاموس الأسماء العربية دراسة شاملة للأسماء العربية ومعانيها ودليل الأبوين في تسمية الأبناء (ط. الثانية). دار العلم للملايين بيروت. ص. 116. مؤرشف من الأصل في 2020-09-13.
7. ↑  الاشتقاق : ابن دريد الجزء : 1 صفحة : 35. نسخة محفوظة 15 ديسمبر 2019 على موقع واي باك مشين.
8. ↑  نسب عدنان وقحطان : محمد بن يزيد المبرد الجزء : 1 صفحة : 22. نسخة محفوظة 15 ديسمبر 2019 على موقع واي باك مشين.
9. ↑  ملخص كتاب قبيلة بني أسلم في الجاهلية والإسلام (نسبها ـ محالها ـ أعلامها ـ مواقفها). نسخة محفوظة 15 ديسمبر 2019 على موقع واي باك مشين.
10. ↑  "قاموس معاجم: معنى وشرح كعَيْبَة في معجم عربي عربي أو قاموس عربي عربي وأفضل قواميس اللغة العربية". موقع المعجم (بالإنجليزية). Archived from the original on 2020-06-27. Retrieved 2020-06-27.
11. 1 2  الزامل، نجيب (31 يوليو 2009). "رفيدة: علـِّمِي الناسَ الحنـَانـَا". جريدة الاقتصادية. مؤرشف من الأصل في 3 يوليو 2020م. اطلع عليه بتاريخ 3 يوليو 2020م. {{استشهاد ويب}}: تحقق من التاريخ في: |تاريخ الوصول= و|تاريخ أرشيف= (مساعدة)
12. ↑  العسقلاني، ابن حجر؛ تحقيق: على أحمد عبد الموجود، ومحمد على عوض (2010). الإصابة في تمييز الصحابة 1-9 مع الفهارس ج3. دار الكتب العلمية. ص. 78. مؤرشف من الأصل في 2020-07-02.
13. ↑  الأصبهاني، أبو نعيم. "كتاب: معرفة الصحابة، فصل: سعد العرجي". نداء الإيمان. مؤرشف من الأصل في 2020-06-30. اطلع عليه بتاريخ 2020-06-30.
14. ↑  حمدان، زهير (1995). أعلام الحضارة العربية الإسلامية في العلوم الأساسية والتطبيقية، المجلد 1. دمشق: وزارة الثقافة. ص. 33. مؤرشف من الأصل في 2020-07-03.
15. 1 2  الفوزان، محمد براك عبد المحسن (2012م). عمل المرأة في المملكة العربية السعودية (ط. الأولى). الرياض - السعودية: المنهل. ص. 97. ISBN:9796500030043. مؤرشف من الأصل في 4 يوليو 2020. اطلع عليه بتاريخ 3 يوليو 2020م. {{استشهاد بكتاب}}: تحقق من التاريخ في: |تاريخ الوصول= و|سنة= (مساعدة)
16. ↑  عبد الغني محمد، صلاح (1998). الحقوق العامة للمرآة. مكتبة الدار العربية للكتاب. ص. 173. ISBN:9772930005.
17. ↑  الهذلي، فهد بن عبد الله. "تاريخ التمريض وعلاقته بالحاضر". جريدة الجزيرة. مؤرشف من الأصل في 2020-07-03. اطلع عليه بتاريخ 2020-07-03.
18. ↑  العسقلاني، ابن حجر (2012م) [1372م]. فتح الباري بشرح صحيح البخاري. القاهرة - مصر: دار الغد الجديد. ج. السابع. ص. 415. ISBN:9773723062. مؤرشف من الأصل في 3 يوليو 2020. اطلع عليه بتاريخ 2 يوليو 2020م. {{استشهاد بكتاب}}: تحقق من التاريخ في: |تاريخ الوصول= و|سنة= (مساعدة)
19. 1 2 3  الرفاعي، عبد الصبور؛ عبد السلام، صلاح (1995). صحابيات حول الرسول صلى الله عليه وسلم. القاهرة: نهضة مصر للطباعة والنشر. ص. 311. مؤرشف من الأصل في 2020-06-27.
20. ↑  "حول الصحابية رفيدة الأسلمية وكونها أول ممرضة في الإسلام - الإسلام سؤال وجواب". الإسلام سؤال وجواب. مؤرشف من الأصل في 2020-06-27. اطلع عليه بتاريخ 2020-06-27.
21. 1 2  السويدان، طارق (2019). الحرية في دولة الإسلام القادمة (ط. الأولى). الإبداع الفكري. ISBN:9789996635922. مؤرشف من الأصل في 2020-06-30.
22. 1 2  العسقلاني، ابن حجر. "الإصابة في تمييز الصحابة، ترجمة رفيدة الأنصارية". مؤرشف من الأصل في 2021-08-03. اطلع عليه بتاريخ 2020-06-27.
23. ↑  كحالة، عمر رضا (2008). أعلام النساء في عالمي العرب والإسلام (ط. الأولى). مؤسسة الرسالة ناشرون. ج. الأول. ص. 451. ISBN:9789933446147. مؤرشف من الأصل في 28 كانون الثاني 2021. اطلع عليه بتاريخ 31 كانون الثاني 2021. {{استشهاد بكتاب}}: تحقق من التاريخ في: |تاريخ الوصول= و|تاريخ أرشيف= (مساعدة)
24. ↑  الذهبي، شمس الدين (2001). "سير أعلام النبلاء - الصحابة رضوان الله عليهم - سعد بن معاذ- الجزء رقم1". إسلام ويب. مؤسسة الرسالة. ص. 287. مؤرشف من الأصل في 2019-03-11. اطلع عليه بتاريخ 2020-06-27.
25. ↑  ابن هشام؛ تحقيق: فؤاد بن علي حافظ (2009). السيرة النبوية لابن هشام 1-2 ج2. دار الكتب العلمية. ص. 137. مؤرشف من الأصل في 2020-06-27.
26. ↑  القاسمي، محمد جمال الدين؛ تحقيق: محمد باسل عيون السّود (2003). تفسير القاسمي محاسن التأويل 1-9 ج8. دار الكتب العلمية. ص. 63. مؤرشف من الأصل في 2020-06-27.
27. ↑  الصلابي، علي (1429هـ-2008م). السيرة النبوية عرض وقائع وتحليل أحداث (ط. السابعة). لبنان، بيروت: دار المعرفة للطباعة والنشر والتوزيع. ص. 615، 616. مؤرشف من الأصل في 11 سبتمبر 2020. {{استشهاد بكتاب}}: تحقق من التاريخ في: |تاريخ= (مساعدة)
28. ↑  سليم، محمد إبراهيم (2014). نساء حول الرسول صلى الله عليه وسلم. دار الطلائع. ص. 120. ISBN:9796500185637. مؤرشف من الأصل في 2020-06-27.
29. ↑  ابن عبد البر (1992)، الاستيعاب في معرفة الأصحاب، تحقيق: علي محمد البجاوي (ط. 1)، بيروت: دار الجيل للطبع والنشر والتوزيع، ج. 4، ص. 1907، OCLC:4769991634، QID:Q116749659 – عبر المكتبة الشاملة
30. 1 2 3  الجعافرة، أسامة (2002). موسوعة الصحابيات. عمان-الأردن: دار أسامة للنشر والتوزيع. ص. 126. ISBN:9796500011387. مؤرشف من الأصل في 2020-07-02.
31. 1 2  الحاج أحمد، يوسف (2003). موسوعة الإعجاز العلمي في القرآن الكريم والسنة المطهرة (ط. الثانية). دمشق: مكتبة ابن حجر. ص. 594، 595. مؤرشف من الأصل في 2020-06-30.
32. 1 2 3 4 5  محمد، محمد حامد (2014م). صور من حياة الصحابيات (ط. الأولى). القاهرة - مصر: دار العلوم للنشر والتوزيع. ص. 45 - 46. ISBN:9789776673205. مؤرشف من الأصل في 2 يوليو 2020. اطلع عليه بتاريخ 3 يوليو 2020م. {{استشهاد بكتاب}}: تحقق من التاريخ في: |تاريخ الوصول= و|سنة= (مساعدة)
33. ↑  الرفاعي، حامد بن أحمد (2012م). الإسلام وتكريم المرأة (PDF). جدة - السعودية: مؤسسة المدينة للصحافة. ISBN:9960478009. مؤرشف من الأصل في 11 سبتمبر 2020. اطلع عليه بتاريخ 3 يوليو 2020م. {{استشهاد بكتاب}}: تحقق من التاريخ في: |تاريخ الوصول= و|سنة= (مساعدة)صيانة الاستشهاد: BOT: original URL status unknown (link)
34. ↑  الهذلي، فهد بن عبد الله (8 أغسطس 2008م). "تاريخ التمريض وعلاقته بالحاضر". الجزيرة للصحافة والطباعة والنشر. مؤرشف من الأصل في 4 يوليو 2020م. اطلع عليه بتاريخ 4 يوليو 2020م. {{استشهاد ويب}}: تحقق من التاريخ في: |تاريخ الوصول=، |تاريخ=، و|تاريخ أرشيف= (مساعدة)
35. ↑  سالوس، منى علي (2003). الحقوق التعليمية للمرأة في الإسلام: من واقع القرآن والسنة (ط. الأولى). دار النشر للجامعات. ص. 11. مؤرشف من الأصل في 2020-06-30.
36. ↑  محمد، محمود الحاج قاسم (19 مايو 2013م). "الأطباء في الجزيرة العربية في فجر الإسلام". شبكة الألوكة. مؤرشف من الأصل في 4 يوليو 2020م. اطلع عليه بتاريخ 4 يوليو 2020م. {{استشهاد ويب}}: تحقق من التاريخ في: |تاريخ الوصول=، |تاريخ=، و|تاريخ أرشيف= (مساعدة)
37. ↑  زيدان، ريم (19 مايو 2020م). "نساء غيرن مجرى التاريخ". الدرر الشامية. مؤرشف من الأصل في 4 يوليو 2020م. اطلع عليه بتاريخ 4 يوليو 2020م. {{استشهاد ويب}}: تحقق من التاريخ في: |تاريخ الوصول=، |تاريخ=، و|تاريخ أرشيف= (مساعدة)
38. ↑  أبو بكر، أميمة (1999). النساء ومهنة الطب في المجتمعات الإسلامية، ق 7 م-‌ق 17 م (ط. الأولى). ملتقى المرأة والذاكرة. مؤرشف من الأصل في 2020-06-28.
39. 1 2  عِيسَى بك، أَحْمَد (2012م) [1938م]. تاريخ البيمارستانات في الإسلام. القاهرة - مصر: مؤسسة هنداوي للتعليم والثقافة. ISBN:9789775171900. مؤرشف من الأصل في 4 يوليو 2020. اطلع عليه بتاريخ 4 يوليو 2020م. {{استشهاد بكتاب}}: تحقق من التاريخ في: |تاريخ الوصول= و|سنة= (مساعدة)
40. 1 2  أقرع، انتصاف عبد العزيز عبد الرحمن (1428هـ - 2007م). فقه الطبيب المسلم وأخلاقه في المسائل الطبية المستجدة (PDF) (MSc thesis). القدس - فلسطين: جامعة القدس. ص. 16 - 22. مؤرشف من الأصل (PDF) في 28 يونيو 2020. اطلع عليه بتاريخ 4 يوليو 2020م. {{استشهاد بأطروحة}}: تحقق من التاريخ في: |تاريخ الوصول= و|تاريخ= (مساعدة)
41. ↑  الدفاع، علي بن عبد الله (1998). رواد علم الطب في الحضارة العربية والإسلامية (ط. الأولى). مؤسسة الرسالة ناشرون. ص. 82. مؤرشف من الأصل في 2020-07-02.
42. ↑  السداوي، نهى (18 يوليو 2017م). "جامعة حائل تطلق على شوارعها أسماء نساء بارزات". سيدتي نت. مؤرشف من الأصل في 2 يوليو 2020م. اطلع عليه بتاريخ 2 يوليو 2020م. {{استشهاد ويب}}: تحقق من التاريخ في: |تاريخ الوصول=، |تاريخ=، و|تاريخ أرشيف= (مساعدة)
43. ↑  عبابنة، سليم (2019م). تاريخ الطب الأردني الحديث. إربد - الأردن: دار الكتاب الثقافي. ص. 112-113. مؤرشف من الأصل في 2 يوليو 2020. اطلع عليه بتاريخ 2 يوليو 2020م. {{استشهاد بكتاب}}: تحقق من التاريخ في: |تاريخ الوصول= و|سنة= (مساعدة)
44. ↑  عكام، محمود (16 أكتوبر 2003م). "المؤتمر التمريضي الأول/ جامعة حلب". مؤرشف من الأصل في 2 يوليو 2020م. اطلع عليه بتاريخ 2 يوليو 2020م. {{استشهاد ويب}}: تحقق من التاريخ في: |تاريخ الوصول=، |تاريخ=، و|تاريخ أرشيف= (مساعدة)
45. ↑  سلامة، هاشم (27 يوليو 2012م). "نساء قاتلن مع الرسول (ص).. وعالجن الجرحى". صحيفة الرأي. مؤرشف من الأصل في 18 أيار (مايو) 2020م. اطلع عليه بتاريخ 2 يوليو 2020م. {{استشهاد ويب}}: تحقق من التاريخ في: |تاريخ الوصول=، |تاريخ=، و|تاريخ أرشيف= (مساعدة)
46. ↑  حسن، سعاد حسين (1982). تاريخ وآداب التمريض (ط. الثالثة). دا ر القلم. ص. 43:6.
47. ↑  معجم أسبار للنساء السعوديات. الرياض - السعودية: مركز أسبار للدراسات والبحوث والإعلام. ج. الثاني. 1997م. ص. 939. ISBN:9789960918907. مؤرشف من الأصل في 28 يونيو 2020. اطلع عليه بتاريخ 3 يوليو 2020م. {{استشهاد بكتاب}}: تحقق من التاريخ في: |تاريخ الوصول= و|سنة= (مساعدة)
48. ↑  جمعية الهلال الأحمر الفلسطيني (18 يناير 2017م). "تحت شعار "العمل الانساني صناعة ومهارة" الجمعية تشارك في اجتماع الهيئة العامة للمنظمة العربية لجمعيات الهلال الاحمر والصليب الاحمر في تونس". مؤرشف من الأصل في 2 يوليو 2020م. اطلع عليه بتاريخ 2 يوليو 2020م. {{استشهاد ويب}}: تحقق من التاريخ في: |تاريخ الوصول=، |تاريخ=، و|تاريخ أرشيف= (مساعدة)
49. ↑  "عميد كلية العلوم الطبية التطبيقية يعلن عن جائزة رفيدة الأسلمية والتي سوف تقدم عن أفضل بحث علمي في مجال التمريض لطالبات قسم التمريض بالكلية". جامعة الملك عبد العزيز. 14 مايو 2011م. مؤرشف من الأصل في 18 أيار (مايو) 2020م. اطلع عليه بتاريخ 2 يوليو 2020م. {{استشهاد ويب}}: تحقق من التاريخ في: |تاريخ الوصول=، |تاريخ=، و|تاريخ أرشيف= (مساعدة)
50. ↑  "سلمان بن خليفة: الحكومة مستمرة في التعاون مع «الملكية للجرّاحين في أيرلندا»". جرية الوطن. 15 يونيو 2015م. مؤرشف من الأصل في 18 أيار (مايو) 2020م. اطلع عليه بتاريخ 2 يوليو 2020م. {{استشهاد ويب}}: تحقق من التاريخ في: |تاريخ الوصول=، |تاريخ=، و|تاريخ أرشيف= (مساعدة)
51. ↑  "عميدة فيلادلفيا للتمريض تحصل على جائزة الأميرة منى للتميز". عمون. 28 أبريل 2010. مؤرشف من الأصل في 3 يوليو 2020م. اطلع عليه بتاريخ 3 يوليو 2020م. {{استشهاد ويب}}: تحقق من التاريخ في: |تاريخ الوصول=، |تاريخ=، و|تاريخ أرشيف= (مساعدة)
52. ↑  "جائزة سمو الأميرة منى للتميّز في التمريض والقبالة". المجلس التمريضي الأردني. مؤرشف من الأصل في 3 يوليو 2020م. اطلع عليه بتاريخ 3 يوليو 2020م. {{استشهاد ويب}}: تحقق من التاريخ في: |تاريخ الوصول= و|تاريخ أرشيف= (مساعدة)
53. ↑  محرم، أحمد (2012م). ديوان مجد الإسلام. القاهرة - مصر: مؤسسة هنداوي للتعليم والثقافة. ص. 187. ISBN:9789776416123. مؤرشف من الأصل في 3 يوليو 2020م. اطلع عليه بتاريخ 3 يوليو 2020م. {{استشهاد بكتاب}}: تحقق من التاريخ في: |تاريخ الوصول=، |سنة=، و|تاريخ أرشيف= (مساعدة)
54. ↑  محمد الحيدر (8 أبريل 2016م). "موضي بنت خالد: الاستثمار في صحة المرأة يمتد أثره للأجيال القادمة- تأسيس جمعية «رُفيدة» لصحة المرأة". جريدة الرياض. مؤرشف من الأصل في 3 يوليو 2020م. اطلع عليه بتاريخ 3 يوليو 2020م. {{استشهاد ويب}}: تحقق من التاريخ في: |تاريخ الوصول=، |تاريخ=، و|تاريخ أرشيف= (مساعدة)
55. ↑  "التقرير الموازي لتقرير المغرب السادس حول تنفيذ مقتضيات العهد الدولي للحقوق السياسية والمدنية" (PDF). منتدى الزهراء للمرأة المغربية. فبراير 2016م. مؤرشف من الأصل (PDF) في 3 يوليو 2020م. اطلع عليه بتاريخ 3 يوليو 2020م. {{استشهاد ويب}}: تحقق من التاريخ في: |تاريخ الوصول=، |تاريخ=، و|تاريخ أرشيف= (مساعدة)
56. ↑  "هل يجب على الطبيب والطبيبة القيام بأعمال التمريض التي فيها كشف للعورة أو ملامسة عند اختلاف الجنس بين الممرض والمريض - إسلام ويب - مركز الفتوى". إسلام ويب. مؤرشف من الأصل في 2020-06-28. اطلع عليه بتاريخ 2020-06-28.
57. ↑  ""علماء المسلمين" يصدر فتوى بعلاج مصابي كورونا في ساحات المساجد". الجزيرة مباشر. مؤرشف من الأصل في 2020-06-30. اطلع عليه بتاريخ 2020-06-28.
58. ↑  "الأمين العام لاتحاد العلماء المسلمين يطالب بتحويل المساجد لـ"مستشفيات" لعلاج كورونا". وكالة أنباء سرايا الإخبارية. مؤرشف من الأصل في 2020-07-23. اطلع عليه بتاريخ 2020-06-28.
59. ↑  "فتوى بتحويل المساجد إلى مستشفيات لإنقاذ ضحايا كورونا". منتدى العلماء. 13 أبريل 2020. مؤرشف من الأصل في 2020-06-28. اطلع عليه بتاريخ 2020-06-28.
60. ↑  مجلس وزراء الصحة العربي (20-24 فبراير 1978م). "قرارات مجلس وزراء الصحة العرب الدورة الثالثة" (PDF). جامعة الدول العربية. مؤرشف من الأصل (PDF) في 3 يوليو 2020. اطلع عليه بتاريخ 2 يوليو 2020م. {{استشهاد ويب}}: تحقق من التاريخ في: |تاريخ الوصول= و|تاريخ= (مساعدة)
61. ↑  وزارة الأوقاف والشئون الإسلامية بالكويت. الموسوعة الفقهية - ج 29 - طلاق - عدديات. ص. 294. مؤرشف من الأصل في 2020-07-04.
62. ↑  محمد العربي القروي (2009). الخلاصة الفقهية على مذهب السادة المالكية. دار الكتب العلمية. ص. 102. ISBN:978-2-7451-2713-6. مؤرشف من الأصل في 2020-07-03.

### بِلُغاتٍ أجنبيَّة
1. 1 2 3  Yahya, Samar (31 Mar 2017). "Rufaida Al-Aslamia - the first Muslim nurse". جريدة سعودي جازيت (بالإنجليزية). Archived from the original on 2020-06-17. Retrieved 2020-09-11.
2. 1 2 3 4  Al-Hassani, Salin TS. "Women's Contribution to Classical Islamic Civilisation: Science, Medicine, and Politics". Muslim Heritage. Retrieved 24 November 2013. نسخة محفوظة 10 نوفمبر 2013 على موقع واي باك مشين.
3. 1 2 3  Miller-Rosser, K., Chapman, Y., Francis, K. (19 يوليو 2006م). "Historical, Cultural, and Contemporary Influences on the Status of Women in Nursing in Saudi Arabia". Online Journal of Issues in Nursing (بالإنجليزية). 11 (3). PMID:17279862. Archived from the original on 4 يوليو 2020م. Retrieved 4 يوليو 2020م. {{استشهاد بدورية محكمة}}: تحقق من التاريخ في: |تاريخ الوصول=, |تاريخ=, and |تاريخ أرشيف= (help)
4. ↑  Jan، Rafat (1996). "Rufaida Al-Asalmiya, the first Muslim nurse". Image: the Journal of Nursing Scholarship. ج. 28 ع. 3: 267–268. DOI:10.1111/j.1547-5069.1996.tb00362.x. مؤرشف من الأصل في 2020-09-11.
5. 1 2  Limbo Sagar, Priscilla (2014). Transcultural Nursing Education Strategies (بالإنجليزية) (الأولى ed.). Springer Publishing Company. p. 324. ISBN:9780826195944. Archived from the original on 2020-06-29.
6. ↑  Nightingale، Florence (1974) [1859]. "Introduction by Joan Quixley". Notes on Nursing: What it is and what it is not. Blackie & Son Ltd. ISBN:978-0-216-89974-2.
7. ↑  Bellini, Maria Irene; Papalois, Vassilios E. (2019). Gender Equity in the Medical Profession (بالإنجليزية) (الأولى ed.). IGI Global. p. 239. ISBN:9781522596004. Archived from the original on 2020-06-29.{{استشهاد بكتاب}}:  صيانة الاستشهاد: أسماء متعددة: قائمة المؤلفين (link)
8. ↑  
  - Stack, Michelle; Elias Mazawi, André (2020). Course Syllabi in Faculties of Education: Bodies of Knowledge and their Discontents, International and Comparative Perspectives (بالإنجليزية) (الأولى ed.). Bloomsbury Publishing. ISBN:9781350094284. Archived from the original on 2020-06-28.
  - السويدان، طارق (2017). The Illustrated History Of Islam (بالإنجليزية) (الأولى ed.). الإبداع الفكري. Archived from the original on 2020-06-29.
  - Meleis, Afaf Ibrahim (2007). Theoretical Nursing: Development and Progress (بالإنجليزية) (الأولى ed.). Lippincott Williams & Wilkins. p. 76. ISBN:9780781736732. Archived from the original on 2020-06-29.
9. ↑  "RCSI Bahrain announces four new awards during conferring ceremony". كلية الجراحين الملكية في إيرلندا (بالإنجليزية). 2013. Archived from the original on 11 نوفمبر 2017م. Retrieved 2 يوليو 2020م. {{استشهاد ويب}}: تحقق من التاريخ في: |تاريخ الوصول= and |تاريخ أرشيف= (help)
10. ↑  Siviter, Bethann (2013). The Student Nurse Handbook (بالإنجليزية) (الأولى ed.). Elsevier Health Sciences. p. 2. ISBN:9780702045790. Archived from the original on 2020-07-01.

## وصلات خارجية
- "رُفيدة الأسلمية: أول ممرضة في الإسلام". مجلة الفاتح (إلكترونية). لندن، بريطانيا. ع. 340. يونيو 2017. مؤرشف من الأصل في 2020-09-11. اطلع عليه بتاريخ 2020-09-11.
- برنامج نساء الإسلام - السيدة رفيدة بنت سعد الأسلمية على يوتيوب ضمن قناة الريان
- رفيدة الأسلمية أول ممرضة في عهد الإسلام على يوتيوب